# Rau ngót hai màu
Rau ngót hai màu (danh pháp khoa học: Sauropus bicolor) là một loài thực vật có hoa trong họ Diệp hạ châu. Loài này được Craib miêu tả khoa học đầu tiên năm 1914.